# Gabrielle Deman
Gabrielle Deman (1881-1962) was een Belgische fotografe en ontdekkingsreizigster. In 1904 doorkruiste ze als eerste blanke vrouw Congo-Vrijstaat.

## Vroege leven
Deman was een van de dochters van Edmond Deman, een Brussels Franstalig uitgever. Ze groeide op in een artistiek milieu en noemde onder meer Emile Verhaeren, Maurice Maeterlinck, Henry Van de Velde, Félicien Rops, James Ensor en Édouard Manet haar 'oncles'.
Deman nam zich voor wetenschapster en ontdekkingsreizigster te worden. Dankzij het milieu waarin ze opgroeide kon ze studeren. Rond 1900 ontmoette ze Albert Sillye, een kapitein-commandant van de Openbare Weermacht die reeds twee termijnen in Congo-Vrijstaat had doorgebracht. Deman en Sillye werden verloofd waarna Sillye voor een derde keer naar Afrika reisde. Het koppel correspondeerde drie jaar lang per brief. Deman bereidde zich ondertussen voor om de vierde termijn mee te reizen. Ze studeerde fotografie en taxidermie, en leerde zwemmen, klimmen en eerste hulp bij ongevallen.

## Congo-Vrijstaat
Op 2 juni 1904 vertrokken Deman en Sillye aan boord van de Anversville naar Boma. Deman kreeg van het Koninklijk Museum in Tervuren een fototoestel in bruikleen mee. Aangekomen in Boma kreeg Sillye van vicegouverneur Costermans de opdracht om de rivier de Luama te verkennen en na te gaan of ze bevaarbaar kon worden gemaakt. Costermans bood Deman onderdak aan maar ze weigerde en reisde met haar man mee.
De expeditie ging per trein naar Leopoldstad, met de stoomboot tot Stanleystad, in een prauw naar Kasongo en ten slotte met een karavaan naar de Luamba. Onderweg gingen er geregeld dingen mis en het gerucht bereikte Stanleystad zelfs dat ze in een waterval waren omgekomen. De expeditie bereikte Kabambare echter, vanwaaruit de terugtocht naar Stanleystad werd aangevat. Sillye werd na hun terugkeer als zonechef naar Hoog-Ituri gezonden waarop ze per karavaan duizend kilometer naar het oosten reisden. Deman ving onderweg kevers en vlinders, zette ze op en stuurde ze naar Tervuren. Ze zond ook duizend vijfhonderd foto's en beschrijvingen van de inheemse bevolking naar het museum.
In de zomer van 1905 werd Sillye zonechef van Stanleystad. Dit betekende voor Deman weliswaar het einde van de grootse avonturen, maar ze was graag in Afrika en bewonderde de inheemse bevolking en haar Unbuntufilosofie. Slechts af en toe werd ze met de gruwelijkheden uit die periode geconfronteerd, maar volgens Herlinde Leyssens besefte ze vermoedelijk de draagwijdte van wat ze zag niet.

## Nalatenschap
Deman liet meer dan vijfduizend bladzijden verslag, foto's en brieven na. Haar nalatenschap wordt in de archieven van het AfricaMuseum bewaard.
De roman Kongokorset van Herlinde Leyssens, in 2018 bij uitgeverij Vrijdag uitgegeven, is door Demans wedervaren geïnspireerd.